# Línia 11 del metro de París
La línia 11 del metro de París és una de les setze línies del metro de París. Circula enllaçant el centre de París amb els suburbis del nord-est, des de l'estació de Châtelet fins a Mairie des Lilas.
Amb 6,3 quilòmetres de llarg, és la línia principal més curta de la xarxa (és a dir sense tenir en compte la línia 3bis ni la 7bis). Durant les dècades de 1950 i 1960 va ser una línia experimental per provar innovacions desenvolupades per RATP: va ser la primera línia del món a emprar material rodant pneumàtic el 1956, i es va equipar de lloc de comandament centralitzat (PCC) i pilotatge automàtic el 1967 per primer cop a la xarxa de París.

## Història

### Cronologia
- 28 d'abril de 1935: posada en servei de la línia entre Châtelet i Porte des Lilas.
- 17 de febrer de 1937: perllongament fins a Mairie des Lilas.
- 12 maig de 1944 a 5 de març de 1945: tancament de la línia, requisada per la Wehrmacht.
- 1954 a 1956: conversió de la línia per utilitzar trens pneumàtics de la sèrie MP 55.
- Gener de 1999: circulen els últims trens de la sèrie MP 55 i es reemplacen totalment pels MP 59.